# Ptyopterota obscura
Ptyopterota obscura är en fjärilsart som beskrevs av George Francis Hampson 1894. Ptyopterota obscura ingår i släktet Ptyopterota och familjen nattflyn. Inga underarter finns listade.